# نهر فوكسنان
نهر فوكسنان هو نهر يقع في السويد، إقليم هالسنغلاند، إقليم دالرنا و إقليم هريدالن ويبلغ طول النهر حوالي 150 كيلو متر. يعد نهر فوكسنان الرافد الأكبر لنهر اليوسنان